# Dinarsko gorovje
Dinarsko gorovje je gorski sistem zahodnega Balkanskega polotoka.

## Območje
Dinarsko gorovje je mlado nagubano gorovje, ki poteka vzdolž zahodnega dela Balkanskega polotoka, vzdolž Jadranskega morja in geotektonsko predstavlja del Dinaridov. Na severozahodnem delu meji z Vzhodnimi Alpami in sicer na črti Tolmin–Idrijca–Žiri–južni rob Ljubljanskega barja–Škofljica–Temenica–Šmarjeta–Krka–Sava, na zahodu zajema tudi Istro in otoke, na jugu pa se razteza do porečij Kolubare in Morave, oziroma do Kosovske kotline in Prokletij v Srbiji.
Za to gorovje je značilna »Dinarska« smer gubanja v smeri severozahod-jugovzhod. Geomorfološko se deli na notranji dinarski pas in zunanji kraški pas. 
Med najvišjimi vrhovi so najvišji Jezerski vrh v severni Albaniji (2694 m), Durmitor (2522 m), Dinara (1913 m), Velebit (1758 m), v Sloveniji pa Snežnik (1796 m).

## Kamnine
Gorovje tvorijo v glavnem karbonatne kamnine in fliš (primer Slovenska Istra) na zahodu in paleozojske, permo-karbonske, metamorfne in magmatske kamnine na severovzhodu. Karbonatne kamnine, predvsem apnenec in dolomit omogočata nastanek s kraškimi pojavi bogat svet.

## Podnebje
Položaj gorovja tvori naravno pregrado med Panonsko nižino in Jadranom, ki sili vlažne zračne mase k dviganju, povzroči nadpovprečne količine padavin, hkrati pa predstavlja tudi mejo med celinskim in sredozemskim podnebjem. Največ padavin je v hladni polovici leta, predvsem novembra, decembra in januarja, najmanj pa julija in avgusta.

## Povezave
- Snežnik
- Kraški pojavi
- Kras v Sloveniji
- Dinarski svet